# Rimorchiata FS Ln 664.1400
Le rimorchiate FS Ln 664.1400, note anche come Ln 664 serie 1400, furono prodotte nel 1957 dalla FIAT Sezione Materiale Ferroviario di Torino e nel 1959 dalla FIAT Azienda OM di Milano per viaggiare accoppiate con le automotrici ALn 668.1400.
Le quattro unità prototipo realizzate dalla Sezione Materiale Ferroviario nel 1957 furono costruite senza cabina di guida e con capacità di sessantotto posti a sedere, ricevendo inizialmente la denominazione Ln 68.1401-1404. Nel 1964 furono trasformate in unità semipilota perdendo quattro posti e assumendo la denominazione Ln 664.1401-1404, analoga a quella delle rimorchiate semipilota costruite nel 1959 dall'Azienda OM.
Le Ln 664.1400 non rimasero esclusivamente legate alle automotrici ALn 668.1400, ma essendo atte al telecomando di tutte le serie equipaggiate con cambio meccanico FIAT e comando multiplo in doppia trazione, furono impiegate anche come unità pilota per le Aln 668.1000, 1200, 1800 e 1900.

## Costruzione
Furono prodotte complessivamente in trentadue unità, comprendenti:
- i prototipi Ln 68.1401-1404, ordinati nel 1955 e consegnati dalla FIAT Sezione Materiale Ferroviario nel 1957 e trasformati in Ln 664.1401-1404 nel 1964[3][4];
- le unità di serie Ln 664.1405-1432, ordinate nel 1958 e consegnate dalla FIAT Azienda OM Stabilimento di Milano[5] nel 1959.

Nel 1994 la serie delle rimorchiate 1400 fu portata a trentatré unità con l'aggiuntala della Ln 664.1433, ottenuta dalla trasformazione della Ln 664.3519 nata per essere accoppiata con le automotrici ALn 773.

Nello stesso periodo furono adattate per entrare in composizione con le ALn 668 anche le rimorchiate Ln 664.3521 e 3528, senza però dar loro la possibilità di pilotarle; per questa limitazione che ne consentiva l'impiego soltanto in posizione intermedia, esse mantennero la classificazione nel gruppo d'origine Ln 664.3500.

### Differenze dai prototipi
La mancanza della cabina di guida evidenziò ben presto il ruolo di rinforzo poco più che occasionale delle rimorchiate prototipo Ln 68.1401-1404 che, diversamente dalle rimorchiate pilota o semipilota delle ALn 880, ALn 990 e ALn 773, le costringeva a starsene in coda o inquadrate tra due motrici, creando nel primo caso pesanti soggezioni di servizio per la necessità di manovre d'inversione ai capilinea.
Resisi conto di questa forte limitazione, i tecnici della FIAT e delle FS decisero di correre ai ripari affidando all'OM di Milano la realizzazione di ventotto rimorchiate classificate Ln 664.1405-1432 che, oltre a recepire le modifiche in corso di introduzione sulla sottoserie di automotrici ALn 668.1404-1430, furono dotate di un'unica cabina di guida sistemata sul lato anteriore sinistro ed equipaggiate per il comando di una o due automotrici, analogamente alle rimorchiate semipilota Ln 664.3500 delle ALn 773.
La realizzazione della cabina di guida comportò la perdita di quattro posti a sedere, determinando la nuova classificazione Ln 664, dove il 64 rappresentava il numero dei posti a sedere e il doppio 6 l'attitudine al telecomando delle unità motrici.

## Caratteristiche
Le rimorchiate semipilota Ln 664.1400 furono realizzate con una sola cabina di guida, una capacità di sessantaquattro posti a sedere di seconda classe e una velocità massima di 110 km/h.
Oltre alle automotrici ALn 668.1400, per le quali furono concepite, le Ln 664.1400 erano in grado di pilotare tutte le serie di ALn 668 con cambio meccanico FIAT e comando multiplo in doppia trazione (escluse quindi le serie 2400, 1500, 3100 e 3300), possibilità effettivamente sfruttata con le successive serie 1800, 1900/1000 e 1200. Potevano inoltre circolare come semplici rimorchiate con le automotrici Breda ALn 668.2400, che avevano la possibilità di comandarne le porte, le luci, i fanali e di provvedere alla ricarica delle batterie.
Nel 1992, per contingenti esigenze di servizio che richiedevano l'aggiunta di una rimorchiata Ln 664.1400 a una composizione tripla di ALn 668.3100 mantenendo la possibilità di guida da un unico banco di manovra, l'incompatibilità con la serie 3100 fu aggirata modificando temporaneamente quattro rimorchiate del DL di Roma San Lorenzo in modo da garantire la continuità dei circuiti elettrici di comando del convoglio, a scapito della disabilitazione della cabina di guida della rimorchiata e col conseguente vincolo di inserire la stessa in posizione intermedia.

### Carrelli
I carrelli sono analoghi a quelli delle Aln 668.1400 con le molle delle sospensioni dimensionate per il minor carico e, trattandosi di carrelli portanti, privi del ponte invertitore di marcia.

### Cassa e arredamento interno

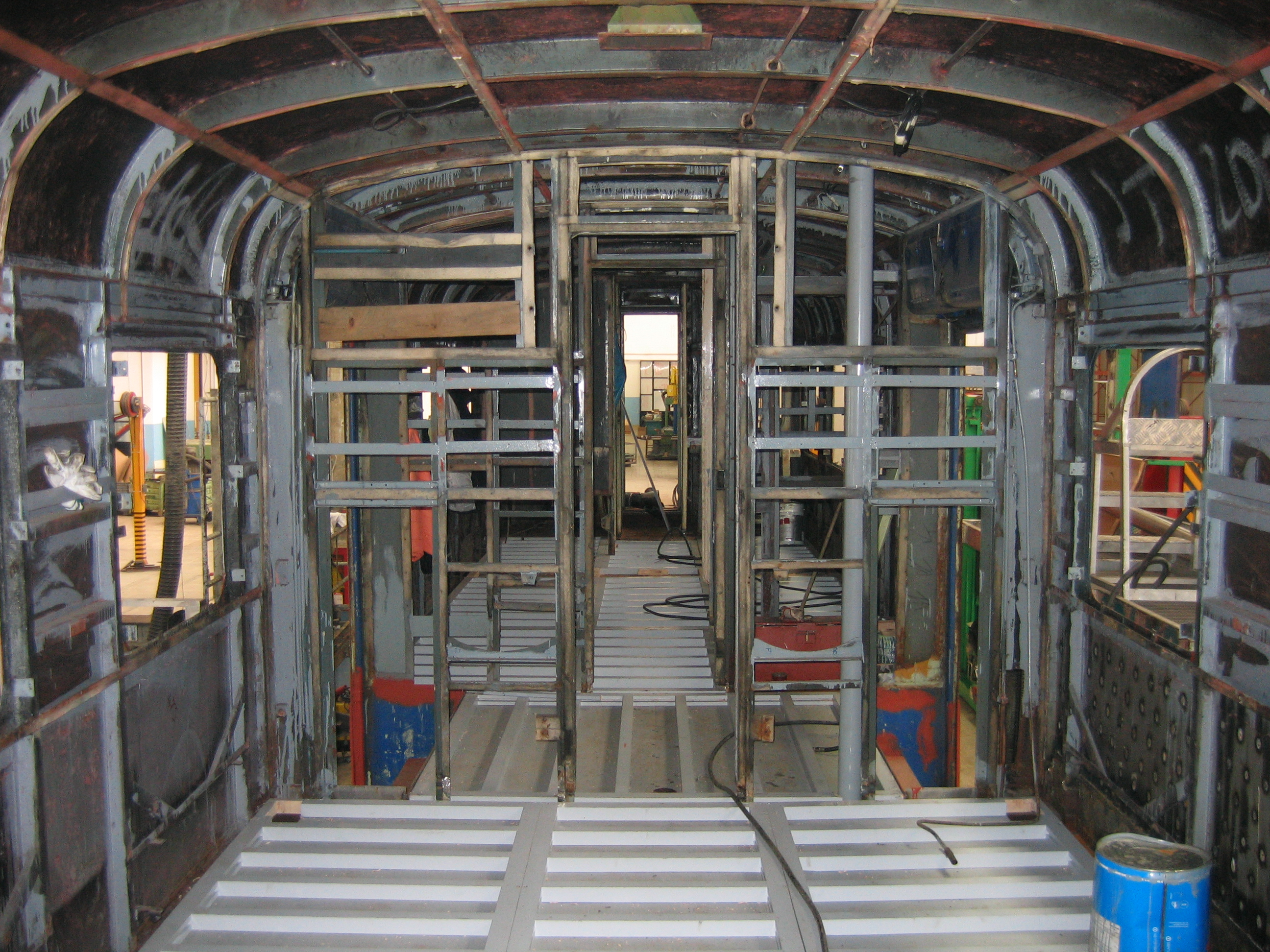
L'ossatura della cassa di una rimorchiata semipilota Ln 664.

Analogamente alle automotrici ALn 668.1400, il telaio della cassa è caratterizzato da un pavimento "non cooperante" ai fini della resistenza a compressione sui respingenti, costituito da vari pannelli metallici che vanno a riempire i vuoti tra longherine e traverse.
L'allestimento interno comprende i seguenti ambienti:
- cabina di guida sul lato anteriore sinistro con posti macchinista e aiuto macchinista sistemati in tandem;
- ambiente di seconda classe costituito da quattro moduli di 1.600 mm con ventiquattro posti su sedili sistemati secondo lo schema 2+2, comprendente la cabina di guida nel mezzo modulo anteriore sinistro e la ritirata nel mezzo modulo posteriore destro;
- vestibolo di salita paracentrale con due porte a libretto a comando pneumatico per ciascun lato, tre strapuntini e accesso alla ritirata;
- ambiente di seconda classe costituito da cinque moduli di 1.600 mm con quaranta posti su sedili sistemati secondo lo schema 2+2.

L'arredamento interno, come per le automotrici ALn 668.1401-1470 il più spartano di tutte le serie che seguirono, è caratterizzato da bagagliere trasversali poste sopra i sedili, che contribuiscono con l'illuminazione a lampade a incandescenza a rendere l'ambiente poco luminoso, e da sedili di gommapiume privi dei poggiatesta sormontati da una semplice paretina para aria.
Come le corrispondenti automotrici ALn 668.1401-1470 le rimorchiate Ln 664.1400 nacquero con una semplice intercomunicazione di servizio sulle testate.

### Servizi ausiliari

#### Impianto di riscaldamento
Il riscaldamento invernale è assicurato da una caldaietta Webasto posta nel sottocassa e da una pompa centrifuga ad azionamento elettrico che mette in circolazione l'acqua riscaldata nei tubi alettati posti negli ambienti viaggiatori.

#### Impianto pneumatico
Oltre alle condotte per la frenatura continua del convoglio, l'impianto pneumatico delle rimorchiate Ln 664.1400 comprende i circuiti di alimentazione delle utenze elettropneumatiche locali, costituite in particolare dalle porte del vestibolo d'accesso, a comando centralizzato, e dai segnalatori acustici azionati localmente dalla cabina di guida.
L'aria compressa viene fornita dai compressori azionati dai motori di trazione delle automotrici accoppiate.

#### Impianto elettrico
L'impianto elettrico è alimentato alla tensione nominale di 24 V in corrente continua da batterie di accumulatori ricaricate dalle dinamo della motrice per mezzo di alcuni contatti della condotta elettrica di accoppiamento.
Le batterie alimentano tutte le utenze elettriche del veicolo, in particolare i circuiti di illuminazione e il banco di manovra della cabina di guida.

## Modifiche
Nel corso degli anni le Ln 664.1400 furono sottoposte alle stesse modifiche delle automotrici della stessa serie, in particolare l'irrobustimento del telaio dove la struttura si era manifestata più debole, l'applicazione dei mantici d'intercomunicazione, dei vetri frontali corazzati e della nuova livrea unificata, con interventi effettuati in sede di riparazione generale (RG) o di riparazioni intermedie, a seconda dell'impegno richiesto.
Il più importante di questi interventi fu eseguito sulle quattro rimorchiate prototipo Ln 68.1401-1404 che nel 1964, alla scadenza della prima riparazione ciclica, furono dotate della cabina di guida e riclassificate come rimorchiate pilota Ln 664.1401-1404.
Nel 1972 fu aggiunto un aerotermo nella cabina di guida e nel 1978 le caldaiette originali Webasto da 2,9 kW furono sostituite con altre più moderne della stessa marca con potenza maggiorata a 4,8 kW.
Nel 1983 iniziò la progressiva sostituzione delle porte pneumatiche d'ingresso con altre in lega leggera.
Nel 1992 la necessità di realizzare composizioni con tre automotrici ALn 668.3100 (non pilotabili dalle Ln 664, inadatte al comando multiplo in tripla trazione) e una rimorchiata comandate da un unico banco di manovra, richiese la modifica dei circuiti elettrici di quattro rimorchiate pilota Ln 664.1400 del deposito locomotive (DL) di Roma San Lorenzo per permetterne la ricarica delle batterie, facendo perder loro la possibilità di utilizzare la cabina di guida e costringendole a viaggiare intercalate. Tuttavia, cessata dopo pochi anni questa necessità, esse furono ripristinate nelle condizioni originali.
Nel 2003 le rimorchiate Ln 664.1405, 1413, 1414, 1418, 1421 e 1426 ricevettero in sede di "Riparazione Generale" (RG) un importante rifacimento dell'arredamento interno comportante un nuovo pavimento in gomma, sedili individuali identici a quelli delle automotrici rinnovate, nuovi rivestimenti e tendine, nuove plafoniere per l'illuminazione e bagagliere longitudinali in sostituzione di quelle trasversali montate in origine; per la maggiore confortevolezza dei viaggiatori venne inoltre portato sul tetto, come per le automotrici, lo scarico della caldaietta Webasto per il riscaldamento invernale.

Le sei unità così modificate furono assegnate in egual numero ai DL di Bologna Centrale, Lecco e Sulmona.

Analoghe trasformazioni continuarono alla scadenza delle RG negli anni seguenti in funzione dei finanziamenti erogati dalle direzioni regionali competenti, anche se la maggiore disponibilità di automotrici ne rese qualcuna eccedente.
Nel 2007 anche la rimorchiata Ln 664.1433, già Ln 664.3519, ricevette nel corso della RG gli arredamenti rinnovati delle altre Ln 664; nell'occasione i vecchi finestrini a cremagliera furono sostituiti con quelli di tipo unificato montati sulle altre unità e sulle ALn 668 fino alla serie 1800, modificando sensibilmente l'aspetto estetico del veicolo.

## Esercizio
Le rimorchiate Ln 664.1400 furono concepite per essere accoppiate con le automotrici ALn 668.1400 ma non rimasero esclusivamente legate a esse nell'esercizio: essendo infatti in grado di pilotare tutte le ALn 668 equipaggiate con cambio meccanico FIAT e comando multiplo per due unità, cioè le ALn 668.1000, 1200, 1400, 1600, 1700, 1800, 1900 e 3000, furono utilizzate anche con macchine di altre serie, continuando a prestare servizio indipendentemente dall'alienazione dal parco FS delle ALn 668.1400.

### Assegnazioni ai depositi locomotive
Le rimorchiate Ln 664.1400 furono distribuite nei depositi locomotive (DL) seguendo di massima le assegnazioni della automotrici ALn 668.1400; in particolare i prototipi Ln 68.1401-1404 furono affidati al DL di Bologna Centrale per la valutazione iniziale e ben presto trasferiti al DL di Mantova che spartì le macchine della serie 1400 con i DL di Roma San Lorenzo e di Foggia.
Nel 1970, all'arrivo delle ALn 668.1600, il DL di Foggia cedette tutte le sue "millequattrocento", la maggior parte delle quali andò a incrementare la dotazione del DL di Roma San Lorenzo, mentre il resto fu diviso tra i DL di Mantova e Fabriano.
La stessa sorte toccò nel 1979 al DL di Mantova, che all'arrivo delle ALn 773 vide trasferite a Fabriano tutte le sue "millequattrocento".
Nonostante negli anni settanta avesse ceduto alcune unità a Fabriano, Roma San Lorenzo restava il deposito pilota della serie 1400, contando più di cinquanta automotrici e una ventina di rimorchi, situazione che non mutò sostanzialmente con il trasferimento al DL di Verona di sei automotrici e alcune rimorchiate nel 1981, all'arrivo delle ALn 668.3100.
Il 1º marzo 1983 le rimorchiate Ln 664.1400 risultavano ancora tutte in servizio, assegnate ai DL di Verona (4), Roma San Lorenzo (20) e Rimini (8), mentre erano assenti dal DL di Fabriano che possedeva solo automotrici. Le rimorchiate Ln 664.1400 del DL di Rimini, che non possedeva ALn 668.1400, facevano servizio accoppiate con le ALn 668.1900.
Oltre che con le ALn 668.1900 del DL di Rimini, con cui viaggiavano generalmente in coppia, le Ln 664.1400 furono impiegate con le ALn 668.1000 dei DL di Lecco e Sulmona, intercalate generalmente tra una coppia di automotrici.
Nel 1992 quattro Ln 664.1400 del DL di Roma San Lorenzo furono adattate per viaggiare intercalate con tre automotrici ALn 668.3100 in comando multiplo, perdendo temporaneamente l'uso della cabina di guida; venuta meno dopo pochi anni questa necessità, furono riconvertite allo stato d'origine.
Nel 1994 la rimorchiata Ln 664.1433 (ex Ln 664.3519) fu assegnata al DL di Lecco subito dopo la trasformazione; pur essendo atta a pilotare le automotrici fu di fatto impiegata sempre come veicolo intermedio tra due ALn 668.1000, viaggiando sulle linee Lecco-Molteno-Monza-Milano e Lecco-Como.
Tra il 2003 e il 2004 il DL di Sulmona cedette cinque delle sette Ln 664.1400 in dotazione al DL di Treviso e le restanti due al DL di Lecco l'anno successivo.
Le cinque unità assegnate al DL di Treviso fecero servizio con le automotrici ALn 668.1200 fino alla fine del 2005, quando tre di esse furono inviate al DL di Lecco e le restanti due a quello di Bologna Centrale.
Nel 2008 le Ln 664.1400 risultavano ancora in servizio concentrate nei DL di Lecco e Bologna Centrale, con l'eccezione di cinque unità in cattive condizioni o gravemente danneggiate per incidenti.
Tra il 2011 e il 2012 il progressivo aumento dei treni affidati ai nuovi ATR 115 e ATR 125 sulle linee Monza-Molteno e Como-Lecco rese esuberanti le ALn 668.1000 e le rimorchiate Ln 664.1400 del DL di Lecco, che videro gradualmente spostare i propri servizi dalla Brianza alla Lomellina affiancandosi alle ALn 668.1800 sulla Pavia-Mortara-Vercelli e sulla Pavia-Alessandria gestita da Trenord.

### Principali servizi
Tra i servizi svolti dalle Ln 664.1400 del DL di Mantova meritano menzione il primo treno del mattino Mantova-Monselice-Padova, composto fino agli ultimi anni settanta da tre ALn 668.1400 e due rimorchiate Ln 664.1400, e il servizio a cadenza oraria istituito dal 1973 sulla Vicenza-Schio, affidato anch'esso a un treno composto da automotrici ALn 668.1400 e rimorchiate Ln 664.1400.
Il DL di Roma San Lorenzo fu già dagli anni cinquanta il maggiore centro di raccolta delle ALn 668.1400, che facevano servizio assieme alle rimorchiate Ln 664.1400 su linee di notevole estensione:
- la Roma-Cassino-Napoli (249 km) fu la relazione più impegnativa fino all'elettrificazione del maggio 1977, servita con composizioni che arrivavano a comprendere fino a due automotrici e due rimorchiate;
- la Avezzano-Roccasecca (80 km), servita dalle macchine distaccate a Cassino con treni composti da due automotrici e una rimorchiata;
- la Roma-Capranica-Viterbo (95 km), con le diramazioni Capranica-Orte (37 km) e Viterbo-Attigliano-Orte (54 km), servita sul ramo principale da treni composti da un'automotrice e una rimorchiata.

L'impegno più interessante per le ALn 668/Ln 664.1400 del DL di Roma San Lorenzo fu però il cosiddetto servizio urbano, svolto intorno alla capitale usando alcuni raccordi e la parte iniziale della linea per Viterbo. 

Il servizio istituito il 15 aprile 1967 lungo il percorso Tiburtina-Tuscolana-Trastevere-Monte Mario fu successivamente esteso verso ovest fino a La Storta-Formello e ulteriormente prolungato verso est nel febbraio 1981 fino a Monterotondo sulla "linea lenta" per Firenze (alcuni treni si spingevano fino a Fara Sabina e Orte), con un percorso complessivo di 52 km che superava di gran lunga i limiti del servizio cittadino.

### Accantonamenti e radiazioni
Nel 2008 risultavano radiate le seguenti cinque unità in cattive condizioni o gravemente danneggiate per incidenti:
- Ln 664.1401, radiata nel 2003;
- Ln 664.1402, radiata nel 2005;
- Ln 664.1404, radiata nel 2005;
- Ln 664.1415, radiata nel 2003;
- Ln 664.1422, radiata nel 1993.

## Modelli derivati per le ferrovie in concessione
Tra il 1959 e il 1962 furono realizzati per le ferrovie in concessione piccoli lotti di rimorchiate corrispondenti alle Ln 664.1400 da accoppiare con le automotrici della stessa serie:
- 7 rimorchiate pilota per la Canavesana, immatricolate SATTI Ln 664 R.1-R.7 e consegnate nel 1962 assieme alle 10 automotrici ALn 668 D.1-D.10;
- 6 rimorchiate pilota per la Ferrovia Suzzara-Ferrara, immatricolate FSF Ln 664.25-29 e consegnate tra il 1959 e il 1962 assieme alle 6 automotrici ALn 668.05-10.